# Юлії
Ю́лії (лат. Iulii, gens Iulia) — патриціанський рід в Стародавньому Римі. Згідно з легендою, походить від богині Венери.

## Історія роду
Рід Юліїв вів свій родовід від Асканія, сина легендарного Троянського героя Енея, який, у свою чергу, був, згідно з міфами, сином дарданского царя Анхіса і богині Афродіти. Асканій, прийнявши ім'я Юл, заснував в 1152 до н. е. місто Альба-Лонга, на південному сході від Капітолійського пагорба. З X століття до н. е. місто було столицею Латинського союзу. У VII столітті до н. е. він був зруйнований римським царем Туллом Гостілієм. Після руйнування Альба-Лонги сімейство Юліїв переїжджає в Рим.
Останнім з прямої гілки по чоловічій лінії був диктатор Гай Юлій Цезар, який усиновив Октавіана, що через свою дружину, Лівію Друзілла, поріднився з іншим патриціанським родом — Клавдіїв. Починаючи з Октавіана і його пасинка Тіберія, рід іменується династією Юліїв-Клавдіїв. В наш час простежити рід Юліїв по чоловічій лінії можна до початку IV століття до н. е.

## Когномен
Пряма гілка нащадків Юла носила когномен Цезар. Щодо походження цього когномена є кілька пояснень:
- О. Й. Немировський припустив, що він походить від Cisre — етруського найменування міста Цере (А. И. Немировский. «Этруски: от мифа — к истории». М. 1980).

- Пліній Старший вважав, що він походить від терміна «кесарів розтин», тобто один з перших Цезарів народився в результаті розтину живота своєї матері. (лат. caedere — «розрізати, різати», caesus — «розрізаний»). У багатьох мовах існує термін «кесарів розтин» (Пліній Старший, «Природнича історія», 7.7)

- «Історія Августів» дає три версії походження когномена («Історія Августів», Елій Спартіан, «Елій»).
  - Від слова caesai, яке на мові маврів позначає «слон». Тобто перший, який отримав цей когномен, убив у битві слона.
  - Від латинського слова caesaries, яким могли описувати людину з великою головою або густим волоссям
  - Від словосполучення oculis caesiis, що свідчить про те, що у першого цезаря примітні сіро-блакитні очі.

## Відомі представники

### Міфічні та легендарні особи
- Анхіс — дарданський цар, коханець Афродіти (Венери).
- Еней — дарданський принц, родич Троянського царя Пріама, герой Троянської війни.
- Юл (Асканій) — родоначальник, перший з Юліїв, син Енея, спільний предок Юліїв і братів Ромула і Рема.
- Прокул Юлій — легендарний патрицій VIII сторіччя до н. е., товариш Ромула і претендент на посаду царя після його смерті.

### Реальні особи
- Гай Юлій Юл I — консул 489 до н. е..
- Гай Юлій Юл III — консул 482 до н. е..
- Гай Юлій Юл IV — консул 447 до н. е., 435 до н. е., 434 до н. е..
- Вопіск Юлій Юл — консул 473 до н. е.
- Луцій Юлій Юл — військовий трибун 438 до н. е., консул 430 до н. е.
- Гней Юлій Ментон — консул 431 до н. е.
- Секст Юлій Юл — військовий трибун 424 до н. е.
- Гай Юлій Юл — військовий трибун 408 до н. е.
- Луцій Юлій Юл — військовий трибун 403 до н. е.
- Луцій Юлій Юл — військовий трибун 401 до н. е. та 397 до н. е.
- Луцій Юлій Юл — військовий трибун 388 до н. е. та 379 до н. е.
- Гай Юлій Юл II — диктатор 352 до н. е.
- Луцій Юлій  Лібон — консул 267 до н. е.
- Луцій Юлій Лібон Молодший — син Луція Юлія Лібона
- Нумерій Юлій Цезар — син Луція Юлія Лібона Молодшого, народився не пізніше 300 до н. е., більше немає відомостей.
- Секст Юлій Цезар — претор під час Другий пунічної війни.
- Луцій Юлій Цезар I — син Нумерія Юлія Цезаря, більш нічого невідомо.
- Луцій Юлій Цезар — претор 183 до н. е., будівничий Аквілеї.
- Секст Юлій Цезар I — військовий трибун під командуванням Луція Емілія Павла. Пізніше — намісник в Лігурії.
- Луцій Юлій Цезар — син Луція Юлія Цезаря, претора 183 року до н. е., міський претор 166 до н. е.,
- Секст Юлій Цезар II — посол Риму в Абдері (суч. Абдера, Греція), консул в 156 до н. е.
- Гай Юлій Цезар I — син Секста Юлія Цезаря I, більш нічого невідомо.
- Луцій Юлій Цезар II — син Секста Юлія Цезаря II, більш нічого не відомо.
- Поппілія Ліна — дочка Попілія Ліна, дружина Луція Юлія Цезаря II, розум. в грудні 110 до н. е.
- Гай Юлій Цезар II — претор, відомо, що помер в Пізі, коли одягав сандалії (Пліній, Природна історія, 7.54)
- Марсія (Марція) РЕХ — дочка патриція Квінта Марція Рекса, консула 118 року до н. е., дружина Гая Юлія Цезаря II
- Гай Юлій Цезар Страбон Вопіск — (бл. 130 до н. е. — 87 до н. е.)-В 96 до н. е. — квестор, в 90 до н. е. — едил. Підтримував Суллу. Убитий в 87 до н. е. прихильниками Марія під час вуличних заворушень у Римі в ході громадянської війни між Суллою і Марієм. Написав три трагедії в грецькому стилі. Його поважали за почуття гумору і ораторське мистецтво.
- Секст Юлій Цезар III — претор 94 до н. е., консул 91 до н. е., прихильник Марія, воєначальник, під час союзницької війни 90 — 89 до н. е. програв Гаю Папію Мутілу одну з битв. Помер у 90 або 89 до н. е. при облозі Аскула.
- Гай Юлій Цезар Страбон (Гай Юлій Цезар Старший) — (бл. 135 до н. е. — 84 до н. е.), квестор 99 або 98 до н. е., претор 92 до н. е., прихильник Марія, який одружився з його сестрою. Був пропретором в Азії, де розбагатів. Помер у Римі, згідно з легендою, так само як і його батько, у той час, коли, нахилившись, одягав сандалії.
- Аврелія Котта — (120 до н. е. — 54 до н. е.), дочка патриція Луцій Луція Аврелія Котта і рутил Лупи. Шановна римська матрона, мати трьох дітей від Гая Юлія Цезаря Страбона, в тому числі і Юлія Цезаря.
- Юлія Цезаріс — (бл. 130 до н. е. — 69 до н. е.), сестра Гая Юлія Цезаря Страбона, дружина Гая Марія. Іноді згадується як Юлія Марія. Народила Марію єдину дитину, Гая Марія Молодшого. Була настільки шанована за свою скромність і цнотливість, що Сулла, знищивши самого Марія і всіх його союзників, не зачепив її.
- Гай Марій — (157 до н. е. — 13 січня 86 до н. е.), політичний діяч, воєначальник. Обирався консулом сім разів. Провів армійську реформу. Походив зі стародавнього плебейського роду, що належить до вершників. Його протистояння з Суллою переросло в громадянську війну.
- Луцій Юлій Цезар III — (бл. 135 до н. е. — 87 до н. е.), претор 94 до н. е., в чині пропретора правив Македонією, консул 90 до н. е. про час його консульства була виграна союзницька війна.
- Секст Юлій Цезар IV — квестор 48 до н. е., легат одного із сирійських легіонів, близький друг Юлія Цезаря.
- Луцій Юлій Цезар IV — (пом. Не раніше 43 до н. е.), консул 64 до н. е., легат одного з галльських леіонов в 52 до н. е., великий понтифік (в кінці 50-х років), прихильник Юлія Цезаря.
- Юлія Антонія — (104 до н. е. — 40 до н. е.), дружина Марка Антонія Кретіка, мати Марка Антонія. Згідно з Плутархом — «одна з найблагородніших і чудових жінок її епохи».
- Марк Антоній Кретік — претор 74 до н. е., батько Марка Антонія. Проявив себе як жадібний і непомірний грабіжник ввіреного йому під захист Крита.
- Марк Антоній — (14 січня 83 до н. е. — 1 серпня 30 до н. е.), прихильник Юлій Цезаря, тріумвір, один з найпомітніших політиків і воєначальників I століття до н. е.
- Луцій Юлій Цезар V — прихильник Помпея, проквестор в Африці в 46 до н. е. Загинув відразу після битви при Тапсі.
- Гай Юлій Цезар — (100 до н. е. — 15 березня 44 до н. е.), видатний політичний діяч і воєначальник, неодноразовий консул, диктатор, основоположник Римської імперії.
- Юлія Цезаріс Старша — сестра Юлія Цезаря, вийшла заміж за представника стародавнього патриціанського роду Луція Пінар.
- Юлія Цезаріс Молодша — (101 до н. е. — 51 до н. е.), сестра Юлія Цезаря, вийшла заміж за Марка Атія Бальба, баба Октавіана, який на її похороні отримав перший ораторський досвід.
- Марк Атій Бальб — (105 до н. е. — 51 до н. е.), римський патрицій, двоюрідний брат Помпея Великого по материнській лінії. Претор під час одного з консульств Цезаря.
- Атія Бальба Цезонія — (85 до н. е. — 43 до н. е.), римська матрона, дружина Гая Октавія, мати Октавіана, імператора Августа.
- Гай Октавій — (пом. У 59 до н. е.), представник багатої плебейської родини вершників, яка за нього перейшла в стан сенаторів. У чині претора був правителем Македонії. Придушував повстання Спартака. Батько Октавіана.
- Юлія Цезаріс — (83 або 82 до н. е. — 54 до н. е.), єдина законна дочка Юлія Цезаря, народжена у шлюбі з Корнелією Цинною. Була одружена з Помпеєм Великим. Померла під час пологів.
- Птолемей XV (Цезаріон) — (23 червня 47 до н. е. — 23 серпня 30 до н. е.). Повне ім'я — Птолемей XV Філопатр Філометр Цезар. Син Цезаря і Клеопатри, визнаний ним. Останній цар елліністичного Єгипту (разом з матір'ю). Вбито солдатами Октавіана після захоплення Єгипту в 30 році до н. е.
- Октавіан — (23 вересня 63 до н. е. — 19 серпня 14) — римський політичний діяч, засновник принципату (під ім'ям Imperator Caesar Augustus, з 16 січня 27 до н. е.), Великий понтифік з 12 до н. е., Батько Вітчизни з 2 до н. е., щорічний консул з 31 до н. е., цензор 29 до н. е., внучатий племінник Цезаря, усиновлений ним у заповіті.
- Юлія Старша (39 рік до н. е. — 14 рік н. е.) — дочка Октавіана Августа, дружина римського імператора Тиберія.

#### Внуки Октавіана, дітиМарка Віпсанія АгріппитаЮлії Старшої
- Гай Юлій Цезар Віпсаніан (20 рік до н. е. — 4 рік н. е.) Усиновлений Октавіаном. Консул 1 року н. е. Помер від поранення, що отримав у поході проти парфян.
- Луцій Юлій Цезар Віпсаніан (17 рік до н. е. — 2 рік н. е.) Усиновлений Октавіаном. Легат 2 року.
- Марк Віпсаній Агріппа Постум (12 рік до н.е. — 14 рік н.е.) Усиновлений Октавіаном, але потім Август зрікся Агріппи і відправив його у заслання, де він був убитий.